# Matlock (Australië)
Matlock is een plaats in de Australische deelstaat Victoria. De plaats telde op zijn hoogtepunt ongeveer 1000 inwoners, en omvatte verschillende suburbs waaronder Thackery, Alhambra, Mutton Town, en Harpers Creek. In 1873 werd het dorp vernietigd door een brand en werd later een kleiner dorp herbouwd.